# Szymon Michałek
Szymon Mateusz Michałek (ur. 9 sierpnia 1984 w Chorzowie) – polski samorządowiec i ekonomista, od 2024 prezydent Chorzowa.

## Życiorys
Od młodości związany ze środowiskiem kibiców Ruchu Chorzów. Był założycielem sektora rodzinnego na stadionie klubu, został prezesem stowarzyszenia „Cicha 6”. Zajmował się propagowaniem postulatu budowy nowego stadionu wśród władz lokalnych i centralnych, a także happeningami politycznymi. W 2019 był kandydatem kibiców na stanowisko prezesa klubu.
Ukończył I Liceum Ogólnokształcące im. Juliusza Słowackiego w Chorzowie oraz finanse i inwestycje na Uniwersytecie Ekonomicznym w Katowicach. Kształcił się na studiach podyplomowych typu MBA w Wyższej Szkole Bankowej w Chorzowie. Przez kilkanaście lat pracował w działach analitycznych międzynarodowych korporacji finansowych.
W wyborach samorządowych w 2024 był kandydatem na prezydenta Chorzowa z własnego komitetu (z poparciem Polski 2050 i Ślonzoków Razem). Wygrał je już w pierwszej turze z poparciem 54,67% wyborców, pokonując rządzącego od 2010 Andrzeja Kotalę. Urząd objął 6 maja 2024.

## Życie prywatne
Żonaty, ma troje dzieci.